# El Junco
El Junco ist ein Ort in der Gemeinde (municipio) Ensenada im mexikanischen Bundesstaat Baja California.
El Junco liegt im Süden des Bundesstaats etwa 15 km von der Westküste Niederkaliforniens entfernt auf einer Höhe von 53 m.